# Junín (Mendoza)
La Ciudad de Junín es la ciudad cabecera del departamento homónimo, en la provincia de Mendoza, Argentina.

## Toponimia
El nombre del departamento recuerda la batalla de Junín, librada el 6 de agosto de 1824, en las Pampas de Junín del Perú.

## Geografía

### Población
La población Total del Departamento de Junín es de 45.673 habitantes según censo 2000.

### Sismicidad
La sismicidad del área de Cuyo (centro oeste de Argentina) es frecuente y de intensidad baja, y un silencio sísmico de terremotos medios a graves cada 20 años.
Sismo de 1861aunque dicha actividad geológica catastrófica, ocurre desde épocas prehistóricas, el terremoto del 20 de marzo de 1861 (164 años) señaló un hito importante dentro de la historia de eventos sísmicos argentinos ya que fue el más fuerte registrado y documentado en el país. A partir del mismo la política de los sucesivos gobiernos mendocinos y municipales han ido extremando cuidados y restringiendo los códigos de construcción. Y con el terremoto de San Juan de 1944 del 15 de enero de 1944 (81 años) el gobierno sanjuanino tomó estado de la enorme gravedad sísmica de la región.
Sismo del sur de Mendoza de 1929muy grave, y al no haber desarrollado ninguna medida preventiva, mató a 30 habitantes
Sismo de 1985fue otro episodio grave, de 9 s de duración, derrumbando el viejo Hospital del Carmen de Godoy Cruz.

## Historia
Las historias de los departamentos del este de Mendoza tienen orígenes comunes. En las primeras épocas de la colonización hispánica gran parte de estos departamentos pertenecieron a la encomienda de La Reducción. Así sus historias coloniales comienzan con la llegada en 1563 del capitán Pedro Moyano Cornejo.
La Reducción abarca una amplia zona entre los ríos Mendoza y Tunuyán. Al establecerse una hacienda en La Reducción, también se la llamó Los Rodeos de Moyano.
Al principio del siglo XVlll se establece la Posta de La Ramada; al crearse el Virreinato del Río de La Plata ya se ha diferenciado de la región de La Reducción, la de Los Barriales, y a principios del 1800 se crea La Posta del Retamo. Estos núcleos poblacionales irán conformando los actuales departamentos del este.
El nacimiento de Junín se considera a partir de 1562, cuando la expedición del Capitán Don Pedro Moyano Cornejo tomó posesión de las comarcas indígenas de “Tumbra” y “Uyata”, cuyas jurisdicciones estaban al mando del cacique Pellamay, ubicadas entre los ríos Mendoza y Tunuyán. En este sitio, el Capitán español estableció su encomienda, la cual comenzó a conocerse con los nombres de “Rodeos del Moyano” y “La Reducción
Ya establecido en estos parajes, el capitán Pedro Moyano Cornejo comenzó su actividad colonizadora. Introdujo haciendas en los campos marginales del Río Tunuyán y con la colaboración de los indígenas del lugar, inició la construcción de un canal de regadío; que recibió el nombre de “Acequia de Rodeo de Moyano”.
La región, por las características de sus cultivos y por ser paso obligado de las carretas y diligencias que unían esta provincia con Buenos Aires, fueron adquiriendo gran importancia. En 1750, el Capitán Don Francisco de Corvalán fundó la llamada “Posta del Retamo”. Poseía las casas del fundo y una capilla.
Esta posta tenía una ubicación geográfica privilegiada, constituía el último paraje, por el este, antes de llegar a Mendoza.
Fue asimismo partícipe de importantes hechos relacionados con el pasado histórico: la proclama revolucionaria del 12 de junio de 1810 por el comandante Manuel de la Trinidad Corvalán.
El albergue del General José de San Martín en su primera llegada a Mendoza, el 6 de septiembre de 1814. El atardecer que disfrutara San Martín en la Posta del Retamo, sigue siendo compartido durante todo el siglo XlX, por otros viajeros que recuerdan, en memorias y cartas, su construcción y arboleda. Uno de ellos cuenta: “Esta posta es un edificio construido de ladrillos cercado de una plantación de álamos, la que con sus paredes blancas y sus puertas pintadas de verde, le daban una apariencia simpática”
Fue también base de la resistencia a la rebelión del 10 de agosto de 1815 contra el Libertador y 1829 se constituyó en escenario del levantamiento de Juan A. Moyano.
La mención de estos hechos revela en que medida la antigua “Posta del Retamo” encierra un orgulloso pasado histórico.

### Posta del Retamo
La histórica posta se hallaba ubicada a 150 m al este de la Plaza departamental de Junín, sobre el costado norte de la Av. Mitre (antiguo carril Retamo o Real).
En el año 1814, el edificio ocupaba una superficie aproximada a 1500 m² conformando un rectángulo de 30 m de frente por 50 m de fondo. Esta dista, por su frente, unos 60m de la calle de La Posta y se prolonga unos 30 m hacia el este, siempre ladeando el cauce del canal y el linde de la carretera. Esta calle recibe el nombre en homenaje a la Posta.
Frente al Camino Real (Retamo- actual Av. Mitre) existe un manantial que provee de agua a los posteros, y ese camino es un espeso colchón de arena que recién en el año 1870, el subdelegado Antonio Guevara comienza su erradicación. La obra concluye a principios del siglo XX con la intendencia de Isidoro Busquets.

#### Descripción del edificio
El edificio cumplía con los cánones arquitectónicos de Mendoza. Edificio rodeado de galerías que permitían contrarrestar “temblores de tierra, abrazadores soles y fríos muy intensos y los ramalazos del zonda” según lo describe Isidro Maza en “Mendoza y sus pueblos del Este”.
El edificio rodeado de galerías se encuentra a 7 varas (casi 6 m) hacia el norte, después de pasar el cauce del canal desde la calle.
Poseía altas galerías sostenidas por columnas de madera, desde el centro hacia el norte había un amplio zaguán que remataba en otras galerías a espalda del edificio. A ambos lados y en su frente se hallaban dos habitaciones. En su interior se encuentran dos amplios ambientes, fraccionados con delgados tabiques de adobón, que se utilizaban como dormitorio. A los costados de estos ambientes se hallaban dos aposentos más pequeños, siendo el que mira hacia el oeste el que se reserva a personajes de cierto rango. Desde sus ventanas se alcanza a divisar las altas cumbres cordilleranas nevadas.
En este ambiente es, según la tradición, donde se alojó San Martín, la noche del 6 de septiembre de 1814.
En el confín de la hostería están los corrales de la posta. Las carretas se colocan junto al cerco y en el interior del corral se guardan los animales.

### Molino de San Martín
El General San Martín el 11 de septiembre de 1818 compra 12 cuadras de tierra en la margen derecha de la “Acequia de la Patria” a Don Prudencio Ahumada.
El molino funcionaría por la fuerza que produciría la cascada de agua de un canal derivado del matriz San Martín (“Acequia de la Patria”) y estaría destinado a la molienda del trigo para proveer de pan a la sanmartiniana villa. Los límites del terreno comprado por el General para el molino eran:por el oeste la acequia del estado, por el este terrenos de Gregorio Villanueva, por el norte y por el sur, terrenos del vendedor. La propiedad tenía trece cuadras que equivalen a 20,63 ha.
En el transcurso de un mes ya tiene en orden la edificación del molino. Encarga esta obra a Pedro Advíncula Moyano.
Luego de afianzar la posición patriótica en Chile, el general parte hacia el Perú y estando en la ciudad de Lima en 1822 dona el molino a pedro Cabrera por su buen proceder y decide su entrega a fin de estimularlo. Pero, en junio de 1823, cuando San Martín reside nuevamente en nuestra provincia revoca el legado que le hiciera porque el beneficiario comienza a demostrar malos comportamientos.
En 1845 dispone la venta de los molinos, a cuyo efecto extiende poder de Doña Dominga Buchardo de Balcarce, luego de algunos trámites se transfiere el dominio de estos a los señores Germán y Bernardo Corvalán el 14 de agosto de 1846, en cuya escritura se aclara que es “... una hacienda de molinos... que se compone de trece cuadras y 3950 varas en área”.
En 1895 el molino pasa a poder de Don Bernardo Segundo Corvalán sucesor de los anteriores.
El 18 de mayo de 1905 ante el notario Don Francisco Álvarez se extiende la escritura de adjudicación de esta misma propiedad a Don José Orfila que la quiere en virtud del remate efectuado por el martillero Don Benjamín Nazar el 21 de noviembre de 1904.
La propiedad que adquirió José Orfila es la misma que obtuvo por compra Germán Segundo Corvalán. El General San Martín. Adquiere el 11 de septiembre de 1818, 12 cuadras en los Barriales para instalar un molino que provea de harina a la Villa Nueva (San Martín) que se está formando. Estas cuadras pertenecían a don José Rudecindo Aumada quien ofreció donar seis, pero San Martín consideró que se necesitaban doce y no deseando perjudicarlo, las compra a $ 2 por cuadra. El lugar elegido es el óptimo para realizar una caída de agua que haga funcionar el molino. San Martín encarga su construcción a Pedro Advíncula Moyano. El molino se ubica sobre la acequia derivada del canal San Martín.
Don Felipe Zorraindo, quien es el apoderado del Gral. San Martín, vende el 14 de agosto de 1846, el molino a Germán y Bernardo Corvalán.
En 1871 la toma de esa hijuela se alimenta por medio de una represa colocada en el canal San Martín. Dicha acequia produce dificultades en la distribución de agua y también es causa del estado cenagoso de las haciendas circundantes.
En 1895 Germán Segundo Corvalán es el propietario del molino y los terrenos anexos, 100 ha que incluyen las 12 cuadras originales. Esta finca es rematada por el martillero Benjamín Nazar el 21 de diciembre de 1904. José Orfila la adquiere; la propiedad comprende el molino, una casa habitación, potreros y viñas.

### Camino Real del Oeste Buenos Aires - Santiago
En años anteriores a la fundación de Mendoza el territorio del este del Río Mendoza ya era transitado e incluso someramente descrito por cronistas, clérigos y soldados de los primeros años de la conquista y colonización hispánica de la región que trasponían la cordillera de los Andes hacia y desde las planicies del este o Chile, a través de un viejo camino, estructurado sobre precedentes sendas de los nativos prehispánicos del territorio.
Este camino que unía los tres caminos precordilleranos mendocinos con las planicies del este y el sur, lo hacía atravesando el valle de Huentata para luego dirigirse al Río Mendoza y desde allí a las márgenes del Río Tunuyán y bordeando las riveras de este llegar al Río Desaguadero para luego tomar rumbo a la actual capital puntana o bien desde la orilla del Tunuyan se dirigía hacia las comarcas del sur mendocino. Adaptaba por lo tanto su trayecto al curso de los ríos Mendoza y Tunuyán para tener asegurada el agua para el ganado y los viajeros. De esta manera se fueron definiendo las primeras postas. Hacia fines del siglo XVIII el camino partía de Mendoza y tenía su primer parada en Rodeo del Medio luego en la Riojita Pobre (San Roque) o bien en la Isla Resurrección (Isla Grande) en la ribera izquierda del Río Mendoza y tras cruzar el río se llegaba a Los Corrales Negros o bien al Alto de la Mula (Palmira). El camino continuaba hasta la Posta de El Retamo y de allí se dirigía al Río Tunuyan en cuyas márgenes se encontraba "Las Ramadas" (Rivadavia) estratégicamente emplazada para el abastecimiento de hombres y animales más allá el camino tenía paradas en Rodeo del Chocón (Alto verde), Las Catitas, La Dormida, Médano Grande, Corocorto (La Paz) y Piraguas, en este punto cambiaba rumbo hacia el Noreste para llegar al Río Desaguadero y posteriormente seguir a San Luis. Desde "Las Ramadas" el camino se bifurcaba hacia los territorios del Sur.
Durante los primeros años de la colonización hispánica en Mendoza, el camino fue relativamente poco transitado dado en parte por la fama de "tierras pobres y aisladas" que tenían las ubicadas al este del Río Mendoza. Gran tierras dedicadas a una economía de subsistencia basada en el ganado caprino (ovejas y chivos) cuyo excedentes era producido por el trabajo de los nativos en la encomienda, la que permitió la supervivencia del grupo dominante antes y después de lograr niveles productivos superiores a las necesidades inmediatas. Pero fundamentalmente dada la orientación comercial, política y cultural de Mendoza ligada al Reino de Chile hasta 1783 cuando el cuyo pasó a pertenecer al Virreinato del Río de la Plata y luego a las Provincias Unidas del Río de la Plata emancipadas de la corona de España en 1816.
En 1776, comenzaba para Mendoza una mayor vinculación y dependencia comercial y política con Bs. As., la capital del nuevo Virreinato, con lo que la movilidad de animales, viajeros y carga hacia y desde el este adquirió mayor recurrencia e importancia y por lo tanto el camino Santiago- Buenos Aires se convertía en un factor decisivo en la vida económica y cultural de Mendoza. A la vera de él florecería una importante actividad económica basada en el servicio a los viajeros y en el desarrollo de la agricultura y la explotación de pastizales para el engorde de ganado proveniente de la Pampa Húmeda con destino a Chile lo que convertiría a la zona Este en una de las más importantes dentro de la provincia. Las carretas que desde el este y el sur transportaban pasajeros y comercio hacia Mendoza tenían que sortear no solo enormes distancias sino también significativos obstáculos naturales: las lluvias las sequías, el granizo, cerrilladas ciénegas, ríos y montañas y a nativos hostiles.

### Camino de las Carretas y el río Mendoza
El gran e irregular caudal del Río Mendoza que dependía de las condiciones climáticas y de las estaciones del año, hacía que incluso las zonas más bajas del curso del río se tornaran imposibles de atravesar por los animales y las pesadas carretas de cargas y carruajes de pasajeros por considerables lapsos de tiempo. El trazado del camino se dirigía a aquellos puntos del curso del río en donde el caudal del mismo era escaso y poco veloz como es también más angosto. Por ello el paso por los cursos menores que rodeaban a la isla Grande (llamada también de la Resurrección) se convertía en el más utilizado sobre todo en primavera y verano, tiempo de deshielo y más caudal de agua.

### Corrales Negros
El paraje denominado corrales negros se encuentra ubicado a 51 km de la capital de Mendoza en dirección sudeste sobre la margen estedel antiguo cauce del río Mendoza. En territorio del actual distrito de los Barriales. A 1 km en dirección hacia el surde la ciudad de Palmira entre las actuales calles del altillo (también denominada corrales negros) y Remedios Escalada. Tuvieron su orígenes en la necesidad de albergue dado el imprevisto comportamiento del turbio río Mendoza, unido a las inclemencias de tiempo que hacía que muchas veces hombres, animales y carga no pudieran fácilmente sortearlo viéndose obligados a permanecer en las riberas del mismo.
De allí que fueron originándose improvisadas instalaciones destinadas a albergar seres humanos, animales y carga y donde se podían acomodar cargas y personas en animales para acometer el cruce del río desde Buenos Aires a Mendoza o a la inversa guiados por baquianos, conocedores del río quienes además colaboraban en el cruce de las aguas del mismo. Hacia la segunda mitad del siglo XVII nacía así lo que luego se conocería como Corrales Negros cerca del paraje que se denominaba con el nombre de El Alto de Mula. En un primer momento Los Corrales Negros solo constituían una rudimentaria empalizada formada con maderas de chañares y algarrobo, especies estas presentes en las cercanías de la ribera, y junto al encierro un conjunto de ranchos humildes primero de ramas y barro y luego de adobones destinados a servir de refugio ante las inclemencias del tiempo. Muy cerca de estos corrales se instalaría años después un oratorio en donde se veneraría la imagen de Nuestra Señora de la Luz. Algunos criollos vivían en el predio de los Corrales y ayudaban a cruzar el ganado las carretas de cargas y los carruajes de pasajeros. Allende a este conjunto se comenzó a sembrar pastizales que servían de alimento a bueyes, caballos y mulares que junto a chivos y cabras se encerraban en los corrales.
Con la instalación del sistema de postas – y la creación de la posta del retamo en la actual villa de Junín 1721-la situación varió pues los viajeros y cargas comenzaron a ser albergados en dicha posta, aunque no todos preferían trasladarse hasta el retamo dada la distancia,12 kilómetros, hacia el este, los altos costos que significaba permanecer en la posta unido a la también mala atención, la falta de comodidades, de agua y sobre todo la absoluta carencia de higiene.La instalación de la posta del Retamo favoreció la mejora del trazado de la huella hacia el río Mendoza – merece señalarse que dicha huella era de un trazado irregular que varió con las épocas debido a que no pocas veces se hacía imposible transitar por dicha huella sobre todo en épocas de grandes lluvias –generalmente en verano pero también en invierno-la permeabilidad del suelo hacia que se formara enormes –Barriales-, por lo que resultaba toda una aventura atravesar dicha huella. Además cabe señalar que gran parte de los terrenos por donde transitaba la huella eran ciénegas de río es decir pequeños pantanos que se inundaban con las crecidas de los ríos Mendoza y Tunuyán. Es más, el origen de la posta del retamo puede hallarse en este hecho es decir se instaló en las cercanías de una enorme ciénega que muchas veces resultaba intransitable para animales cargas y personas. Lo cierto es que hacia la segunda mitad del siglo XVIII movidos por la presencia de la posta del Retamoy por la cada vez mayor influencia del paso del alto de la Mula los pobladores de la costa del Río Mendoza se vieron en la necesidad de mejorar las instalaciones de los corrales.Ampliaron el tamaño de los mismos, agregaron nuevos corrales mejorando su estructura, construyeron o ampliaron ramadas –especie de cobertizos- para cargas, se implantaron pastizales para alimentar al ganado bovino fundamentalmente proveniente de la pampa húmeda e instalaron una modesta vivienda para ocasionales viajeros que desearan permanecer en los corrales.
Todo ello constituyó un verdadero cambio más arriba se señala que la vinculación de cuyo al virreinato del Río de la Plata en 1776, significó para la región este de la provincia, dada su posición con respecto a Bs. As., la capital del nuevo Virreinato, una mejora sustancial ya que con lo que la movilidad de animales, viajeros y carga hacia y desde el este adquirió mayor importancia el camino Santiago- y se desarrolló a su vera una importante actividad económica ligada a la ganadería de la pampa húmeda se fue desarrollando ya que la región fue inclinándose lentamente hacia la implantación de pastizales destinados al engorde de ganado que era trasladado hacia Chile. La presencia de los corrales se hizo imprescindible para los arrieros de ganado. Durante la década de 1860 se abre a pocos metros del predio de los corrales el canal hoy conocido como Godoy con cuyas aguas se regaban los pastizales aledaños a los corrales. Más tarde paralelamente al camino que conducía a Buenos Aires se abre un desagüe que vertía sus aguas al cauce del río y que separó los terrenos destinados a pastizales de los de los Corrales (aún hoy es posible ver el trazado de dicho desagüe). El este de Mendoza se transformó en menos de cincuenta años en la zona más poblada de la provincia concentrándose la mayor cantidad de población en Corocorto hoy La Paz, Barriales la Ramada –Rivadavia- y Junín todos poblados a orillas del camino de las carretas o a partir de aquel momento de los arreos fue para los corrales de la costa del río Mendoza una época de esplendor donde jugaron un importante papel en acontecimientos de gran relevancia: resistieron el ataque de nativos no amigables, recibieron a prisioneros de las primeras invasiones inglesas, la noticia de la instalación de una junta de gobierno compuesta de criollos paso por ellos, en repetidas ocasiones fueron testigos del paso del gobernador San Martín rumbo a su chacra, fueron campamento de federales y unitarios asilo de perseguidos por el régimen rosista, por ello pasaron las tropas fieles a Urquiza, Refugio de los sobrevivientes del terremoto de 1861 y de los enfermos de cólera, en 1934 sufrieron la inundación que destruyó cacheuta y fueron centro para los evacuados de la Isla Grande. Por todo ello puede afirmarse que fueron un puente de la historia. La llegada del ferrocarril y el fortalecimiento del modelo agro fruti vitivinícola de la generación del 80 en la provincia de Mendoza pondrán fin a este periodo
El fin de la época de esplendor de los corrales ya no estaba lejos. El mayor requerimiento de agua por parte de las nuevas tierras implantadas de vides y frutales agua arriba del Río Mendoza, provocó una mayor regulación del mismo, con la construcción de nuevos diques sobre el cauce del río y por ende una disminución del caudal del mismo agua abajo de estos diques que favorecieron la mayor concentración de la actividad económica en el Gran Mendoza, Maipú, Godoy Cruz y Guaymallén posibilitando la apertura de nuevos puestos de trabajo y mayores posibilidades de ascenso social en aquella zona en detrimento de otras zonas de la provincia y en particular de la zona este. El mismo fenómeno (la apropiación del agua por parte de los sectores dominantes del Oeste) que desecó las lagunas de Guanacache, en la zona este dejó a cielo abierto gran parte del lecho del río con lo que el paso a través del mismo se hizo menos complejo y por lo tanto se hizo menos imprescindible la presencia de los Corrales.
Años después durante los años 30 sobre lo que fuera el lecho del río Mendoza se abrió un camino que unió la costa del distrito de Barriales con la Isla Grande tendiéndose un puente sobre un pequeño cauce de agua que surgió y al que se lo denominó Arrollo Claro y que pasó a ser el límite entre el departamento de Junín y el de Maipú. Ingleses y norteamericanos levantaron sendos puentes sobre las márgenes del río Mendoza que unieron lo que hoy es la ciudad de Palmira con san Roque
La competencia entre los intereses ingleses y los estadounidenses en la zona se hicieron sentir hacia la década de los años 30 cuando apoyados por capitales yanquis se proyectaron y abrieron caminos paralelos a las vías férreas propiedad de capitales ingleses así de esta manera los capitales estadounidenses entraban en una abierta competencia con los británicos, la mayoría de caminos fueron asfaltados. Así nacía la Ruta N.º 7 y en el distrito las Rutas 60 (ubicada al sudeste del de los Corrales Negros y que en muchos de sus tramos coincidió con el trazado del camino de carretas en su trayecto hacia Junín y Rivadavia), la Ruta 61 que en muchos puntos fue trazada en forma paralela al trazado del circuito ferroviario Rivadavia en la zona. El trazado de estas rutas terminaron por aislar y marginar al predio de los Corrales Negros y la Isla Grande pues anteriormente al trazado de dichas rutas por el mismo pasaban las principales vías que conectaban Rivadavia, Junín y Los Barriales con el Gran Mendoza por medio del anterior camino de las Carretas y con Palmira por la actual calle El Altillo (incluso ambas calles transitadas por un servicio de transporte de pasajeros que unía los pueblos del Este e Isla Grande con Mendoza denominado el FIFI). De esta manera se truncó toda posibilidad de reconvertir económicamente a los Corrales que otrora fueron uno de los nodos de comunicación más importantes del país. Los corrales fueron definitivamente abandonados hacia fines de la década de los 40.

### Curato del Valle de Uco
Es conocido que las avanzadas colonizadoras españolas estaban acompañadas por representantes del clero que en cada fundación instalaban una capilla para la conversión de los nativos, estableciéndose entre ellas un conjunto de parroquias y viceparroquias que en cierta medida servían también para demarcar jurisdicciones territoriales y demográficas.
La organización eclesiástica había dado nacimiento a la Parroquia del Curato de Uco (en el departamento de San Carlos), que tenía dominio en el territorio de las márgenes del Río Tunuyán creando en el año 1814 en la Capilla de los Corvalán de la Posta del Retamo, la “Vice-Parroquia de Nuestra Señora del Retamo” como una dependencia de la de Uco, con jurisdicción sobre Junín, San Martín y Rivadavia.
Debido a la especial situación que impone la Iglesia de la Posta, porque de ella dependían registros de nacimientos, bautismos, confirmaciones, casamientos y defunciones, se convirtió en cabecera de la Zona Este.

### Capilla de Ntra. Sra. de la Luz (Barriales)
Los primeros rastros de la capilla de nuestra Señora de la Luz se deben rastrear hacia mediados del siglo XVII, cuando en cercanías de los Corrales Negros se instala una imagen al parecer réplica de la imagen de Nuestra Señora de La Luz llegada de Garafia, Tenerife. Con el paso del Tiempo este sitio se convirtió en una ermita utilizada por los Jesuitas para adoctrinar a los Nativos, criollos y españoles de la zona.
Una leyenda piadosa cuenta que el general San Martín se acercaba a orar a esta ermita, en sus viajes a la propiedad que tenía en lo que hoy es la Ciudad de San Martín, pues de regreso a Mendoza, pasaba por los Corrales Negros e incluso habría donada una medalla a esta imagen.
La ermita fue casi totalmente destruida por el terremoto de 1861. El templo actual de la capilla de Nuestra Señora de la Luz data de 1881.

### Creación del Departamento
El 18 de enero de 1859, el gobernador de la Provincia Don Juan Cornelio Moyano, expidió el decreto por el cual se creaba el departamento de Junín.
Junín: su nombre deriva de la voz del dialecto quechua SUNI o SUININ. Lleva este nombre, en homenaje a la batalla librada por Simón Bolívar en los Llanos de Junín, contra los españoles, el 6 de agosto de 1824, durante las guerras de la emancipación americana.
La erección de la nueva jurisdicción produjo el desmembramiento de los que anteriormente se conocía con el nombre de “Villa Nueva de San Martín”
El artículo 3.º del Decreto dice: “se denominará departamento de Junín, teniendo por cabecera la población de San Isidro, que en lo sucesivo tomará el nombre de Villa Junín, al territorio comprendido entre los límites siguientes: al Norte la travesía divisoria de Las Lagunas; al Poniente, la Cañada de Moyano y línea de la Calle Río Bamba; al Sud, el Río Tunuyán y las poblaciones de su ribera meridional y al Naciente, la línea de la acequia de Mallea”.
Este decreto no tuvo efectividad hasta que en el año 1884 en que se dicta la Ley de separación definitiva, de fecha 19 de marzo, de Junín del departamento de San Martín.
En 1872, un decreto del gobierno provincial introdujo un cambio en las denominaciones, sin alterar los límites territoriales, trasladando la cabecera del departamento a la Villa de El Retamo con el nombre de Villa de Junín. Este acontecimiento implicó que el territorio con jurisdicción de la Viceparroquia del retamo quedara dividido en los actuales departamentos de Junín (Villa de El Retamo), Rivadavia (Villa de San Isidro) y San Martín (Villa Nueva de San Martín).

### Casa Municipal
El Decreto de creación dispone que a villa cabecera es la población de San Isidro, por lo que el Subdelegado Guillermo Cano propone al ministerio de Gobierno que la casa departamental se construya frente a la plaza.
Las Subdelegación y el Cuartel de Policía funcionan en locales alquilados. Pero en 1865 una comisión formada por el subdelegado Santiago Baldor, Silvestre Moyano, Salvador González, Isaac Estrella y Luis Marcó deciden que la casa departamental se construya en El Retamo, lo que es confirmado por el Decreto del 12 de diciembre de 1865 firmado por el gobernador González. El vecino Ladislao Segura donó entre 8 y 9 cuadras al sur del Carril Retamo.
Al año siguiente el Agrimensor José Galigniana delinea el terreno y se comienza su construcción con recursos del gobierno y colaboración de los vecinos. En 1872 se haya terminado.
El edificio consiste en un corredor formado por arcos con frente a la plaza, sobre el cual dan las oficinas de la Subdelegación y el portón de ingreso al patio del Cuartel, rodeado de oficinas y los calabozos.
A fines de siglo, la Subdelegación se traslada a un edificio arrendado, contiguo al viejo. La Municipalidad carece de sede propia por lo que el Intendente Manuel Dávila solicita la cesión de dos habitaciones en el antiguo edificio, ésta se concretó en 1899. Desde 1896 se edificará una nueva casa comunal, ya que el anterior se halla en estado ruinoso y carece de seguridad. Se inauguró en 1912 y al año siguiente se instala el agua corriente.
A principio de siglo la calle sobre la que da el frente de la casa departamental se denomina San Martín, luego Juan A. Guevara y en la actualidad ha recuperado el antiguo nombre.

### Comunicaciones
Las principales vías de acceso al departamento son el carril del Norte o de los Baldes, el Nacional, Constitución o “Retamo” y el de Barriales. El carril Barriales en su mayor parte coincide con el camino de las Carretas, aunque este se dirigía por la actual calle Remedios escaladas de Barriales. Recién en la década de los años 60 del siglo XX el carril fue asfaltado
En 1864 se delimita y comienza la apertura del Carril Nuevo o Central (actual carril sur Alto Verde) en dirección a Santa Rosa.
En 1884 se inicia la calle Unión que separa San Martín de Junín en el extremo noroeste.
En 1887 se aprueba el trazado y apertura del carril situado entre Carril Nuevo y del Retamo (actual Carril Centro)
En 1935 desaparece la arboleda que dividía la avenida Mitre, reemplazándola por el hormigón. Año a año, fueron erigiéndose a su alrededor, edificios públicos y privados, y la plaza se transformó en un paseo obligado para los juninenses.
En 1985 se habilita el callejón de don José Ríos Corvalán, única vía que conduce al distrito de la Barrancas, Maipú (Actual carril Barrancas)

### Riego
Uno de los primeros canales que se abren es el Independencia en 1806.
En 1818 durante la gobernación de Luzuriaga se emplearon prisioneros españoles traídos de Chile, se emplearon en la apertura de los canales de la zona en su ampliación: Cobos, Río Bamba, San Martín, Constitución, San Isidro, Reducción e Independencia. Estas obras se realizaron bajo la dirección del chileno José Herrera.
En 1852 se delinea el desagüe de la Cañada del Moyano en El Retamo por el agrimensor Pedro Pescara, cuyos desbordes causan constantes inconvenientes en las vías de comunicación. Recién en 1887 se realizan estudios para la apertura del desagüe general, es terminado en 1889.
En 1895 durante la gobernación de Francisco Moyano, se inaugura el dique Medrano, proyectado por el ingeniero Cipolletti.
En 1900 los canales matrices Independencia, constitución y San Martín son derivados en distintas hijuelas destinadas al regadío de cultivos.
A principios de 1900 la superficie regada se triplica en relación con 1854 con 8.288,8 ha y en 1892 el riego se extendía a 24.000 ha.
En el año 1902 los canales principales son Matriz Independencia, Rama Mundo Nuevo, Matriz Constitución, Río Bamba, Chacabuco, Cobos e hijuela del San Martín en Junín.
El total de la extensión regada es de 24.400 ha

### Escuelas
El subdelegado Guillermo Cano informa en 1863 al Ministro de Gobierno que en departamento no existe ninguna escuela fiscal. Al año siguiente se establecen tres escuelas, una en Alto Verde, una en Constitución (Retamo) y una en San Isidro (actual Rivadavia). Las condiciones son precarias y muchos de los padres prefieren colocar a sus hijos en el servicio doméstico antes de enviarlos a la escuela.
Desde 1869 comienza la construcción de un edificio propio para la escuela Fiscal de El Retamo, luego se instala una biblioteca. En ese año el subdelegado Carlos Varas ordena que los niños en edad escolar deben portar una boleta sellada por el preceptor donde conste su concurrencia a la escuela, los que no las tuvieran deben ser colocados a disposición del juez de paz hasta que sus padres los reclamen, los cuales también serán apercibidos.
Esta escuela fue creada en octubre de 1850, fue la segunda que se fundó en la provincia, por eso su numeración así lo acredita. Pero hoy en día es la más antigua, ya que la N.º 1-001 “Domingo Bombal” hace 20 años se fusionó.
Su primer edificio fue un rancho, que ocupaba el lugar en que hoy funciona la Oficina del Correo y luego pasó a otro edificio junto a la Iglesia Nuestra Señora del Rosario, con frente a la Avenida Mitre.
Dicho edificio fue construido al estilo de la época, con dos patios y una huerta. Al primer patio, en medio del cual se alzaba el aljibe, daban las amplias aulas con grandes ventanales, por donde entraba el sol cuando hacía buen tiempo y las amplias y frescas galerías que los acogían en los recreos, durante las tardes de estío. Al segundo patio daban las habitaciones del hogar del director y finalmente estaba la huerta, en la que trabajaban los alumnos en las horas de labores, esto cuenta Gladys C. Herrera, quien fue maestra al igual que su madre, del mismo establecimiento. Fue creada como Escuela Elemental Media del Retamo y adquiere su actual denominación por Resolución N.º 609 del 10/11/1914. Fue mixta desde su fundación y ya en 1920 funcionó en dos turnos.
En 1884 se crea la que sería la escuela primaria de Los Barriales, la que recién tendrá edificio propio en 1934, hasta ese entonces funcionó en varias viviendas, y se la Nombró Gervasio Posadas. Desde 1985 es patrimonio Nacional 
En 1964, se crea una de las primeras escuelas destinada a la industria química y a la electricidad de la provincia de Mendoza, la escuela Técnica química que con el paso de los años tomará el nombre de uno de sus docentes fundadores, Ing. Arboit.

### Cementerios de Junín y Barriales
Los primeros cementerios se encontraban en lo que hoy son las plazas de Junín y de Barriales. Luego fueron trasladados a un costado de la iglesia, donde permanecieron hasta su emplazamiento en el Bajo Moyano y el Bajo de barriales o la Ribera durante la Presidencia Municipal de Benjamín Reta.
Según consta en el Archivo Municipal en 1894 se comienza a tratar el traslado del Cementerio, ya que el existente se encontraba en completa ruina y situado en un lugar inapropiado.
En noviembre de 1895 el Honorable Concejo aprueba el proyecto de construcción del cementerio. En 1898 se inaugura el nuevo cementerio de junin, bajo la intendencia de Miguel Suárez.
En el caso de barriales el Cementerio es inaugurado en 1912

## Escudo Municipal
http://heraldicaargentina.com.ar/1-Mza-Juninwsc.jpg (enlace roto disponible en Internet Archive; véase el historial, la primera versión y la última).
Su forma recuerda su origen español de la segunda mitad del siglo XVIII cortado filiera de sable timbrado.
Trae en el primer cuartel tapiz de azur celeste el perfil de una fábrica de plata ventanas de sable a la diestra y tres torres de energía eléctrica de sable a la siniestra.
Trae en el segundo cuartel tapiz de plata dos barriles de vino de su color debajo una cornucopia de gules con productos de la tierra en su boca y debajo un arado de mancera de sable orientado a la diestra.
Ornamentos: como timbre un sol naciente con doce rayos rectos y flamígeros alternados de oro. En corona abierta dos ramos de laurel foliados de sinople separados por lo bajo por un lema de fecha y cargados en el centro del blasón y por detrás de este con una divisa terciado en franja de azur y plata con sendos lemas toponímicos de letras capitales ariales de sable.

## Historia política del Departamento
La evolución política del departamento de Junín guarda una estrecha relación con la historia de la Nación y la provincia.
Después de la sanción de la Constitución Nacional (1853) y Provincial (1854) se inauguró el período moderno de la Argentina, fundamentalmente desde el punto de vista jurídico. En el departamento de Junín, las primeras elecciones del gobierno municipal se celebraron en 1868.
En las primeros 50 años de su historia, Junín -como el resto de los departamentos- fue gobernado por las oligarquías locales. Poder político y poder económico estaban concentrados en un reducido círculo de familias privilegiadas, que algunos llaman "los notables" u otros denominan "la oligarquía". En esos años, el voto era calificado y los sectores populares estaban totalmente excluidos del espacio de diseño de proyectos y toma de decisiones.
La situación comenzó a cambiar a partir de la sanción de la Ley Electoral de 1912, por la cual se dispuso que el voto sería obligatorio, secreto y universal (para los varones).
De todos modos, esta ley nacional demoró varios años en hacer sentir sus efectos en las provincias y en los municipios.
En 1916 se produjo el triunfo del radicalismo y el acceso de la clase media al Gobierno nacional primero, y al poder de la provincia después (1918). Los municipios fueron intervenidos y recién se normalizaron con las elecciones de 1922.
A partir de entonces el pueblo comenzó a elegir a las autoridades municipales. De todos modos, este derecho fue conculcado en reiteradas oportunidades. La provincia sufrió intervenciones federales del Gobierno nacional en los períodos 1924-26, 1938-30 Y 1974-76. Entre 1932 y 1943 se implementó el llamado "fraude patriótico". Entre 1930-32, 1943¬46, 1955-58, 1966-75 Y 1976-83, el poder fue controlado por gobiernos de facto emanados de golpes de Estado.
Hubo también períodos que en lo formal parecían democráticos, pero con pocas garantías para la oposición. Entre 1949 y 1955 se vulneraron las libertades públicas. Además, entre 1958 y 1966 se practicó una forma democrática viciada, debido a la proscripción alternativa del peronismo.
Considerando los períodos en los cuales se votó de una forma más o menos limpia, puede decirse que el pueblo de Junín ha elegido 15 intendentes. La mayoría de ellos no pudo cumplir el mandato normal establecido por la Constitución. En tres casos fue por intervención federal a la provincia y dos veces fue por golpe de Estado militar. En otro caso, (1965) el intendente fue depuesto por juicio político. Dos décadas más tarde ese mismo dirigente, Juan Marcovich, volvió a la intendencia y tampoco cumplió su mandato, esta vez por renuncia para asumir como senador provincial.
La dictadura cívico militar de 1976 - 1983 impuso en la provincia de Mendoza a interventores militares que se intercalaban con representantes de la economía concentrada de la provincia representados por funcionarios que provenían del Partido Demócrata de Mendoza. En el caso concreto del departamento de junin los intendentes durante casi todos los gobiernos de factos fueron miembros del Partido Demócrata. Restablecida la democracia en octubre de 1983, ganó las elecciones municipales, al igual que a nivel nacional y provincial, la unión Cívica radical, quien postuló para intendente del departamento de Junín a Juan Marcovich, quien como dijimos no concluyó su mandato para asumir de senador provincial en 1985, los dos años restantes, fueron concluidos por el presidente del concejo deliberante, José Mashad concejal por Rodríguez Peña. para el periodo 1987 - 1991 triunfo el partido justicialista de la mano de Dante Gregorio Pellegrini, quien sería reelecto tres periodos más, en 1991- 1995, 1995 - 1999, 1999 - 2001, en 2001 como producto de la crisis institucional que vivía el país y la clase política en particular, Dante Pellegrini prefirió no participar de las elecciones y delego en su hija Adriana Pellegrini la candidatura del justicialismo a la intendencia.
Las elecciones de 2003 fueron particulares, ya que a nivel departamental se presentaron junto con los partidos tradicionales de la provincia y de la nación, dos partidos vecinalitas (Agrupación Departamental Junín, cuyo candidato a Int. fue el Dr Daniel Cristiani y Todos por Un Nuevo Junín, cuyo Candidato fue el Empresario Gustavo Blanco) que obtuvieron un importante caudal de votos, sin embargo la intendencia quedó en manos de la UCR quien había consagrado para candidato a Intendente a Mario Abbed. Abbed no solo concluyó su mandato en 2003 sino que se hizo con los períodos 2003 - 2007 y 2007 - 2011, abandonando las filas primero de la UCR y uniéndose al frente cívico federal conducido por Julio Cobos para en 2010 retornar al radicalismo.